# 文种墓
文种墓是位于浙江省绍兴市越城区府山街道偏门社区府横街270号，府山东北隅。
春秋时期越国大夫文种葬於越都西山，又名种山。
文种墓历经多次重建。1930年代中期，绍兴县重建文种墓。1961年，文种墓公布为绍兴市文物保护单位 。文革期间，文种墓被毁。目前的文种墓，则是1980年在民国时期墓址上重建。墓为圆形，高约1米，墓前建有碑亭。墓碑正面镌“越大夫文种墓”，背面刻“重修文种墓碑文记”。附近虽有唐宋元明清以来不少题刻，但多已不清。